# Paraxerus flavovittis
Paraxerus flavovittis — вид мишоподібних гризунів родини Вивіркові (Sciuridae).

## Поширення
Вид поширений у Кенії, Малаві, Мозамбіку та Танзанії. Мешкає у саванах.